# Tysfjord
Gmina Tysfjord (norw. Tysfjord kommune, lule Divtasvuodna) – norweska gmina leżąca w regionie Nordland. Jej siedzibą jest miasto Kjøpsvik (lule Gásluokta).
Tysfjord jest 55. norweską gminą pod względem powierzchni.

## Demografia
Według danych z roku 2005 gminę zamieszkuje 2150 osób. Gęstość zaludnienia wynosi 1,47 os./km². Pod względem zaludnienia Tysfjord zajmuje 331. miejsce wśród norweskich gmin.
| ludność stan na 1 stycznia 2005 |         |           |       |
|                                 | kobiety | mężczyźni | razem |
| osób                            | 1133    | 1017      | 2150  |
| %                               | 52,7%   | 47,3%     | 100%  |

| wykształcenie stan na 1 października 2004 |        |         |        |        |
|                                           | podst. | średnie | wyższe | niezn. |
| osób                                      | 527    | 999     | 222    | 34     |
| %                                         | 29,57% | 56,06%  | 12,46% | 1,91%  |

## Edukacja
Według danych z 1 października 2004:
- liczba szkół podstawowych (norw. grunnskolar): 4
- liczba uczniów szkół podst.: 273

## Władze gminy
Według danych na rok 2011 administratorem gminy (norw. rådmann) jest Konrad Sætra, natomiast burmistrzem (norw. ordfører, d. norw. borgermester) jest Anders Sæter.